# Christina Hendricks
Christina Rene Hendricks (født 3. maj 1975, Knoxville, Tennessee) er en amerikansk skuespiller kendt for sin rollen som Joan Holloway i hit-serien Mad Men, og som karakteren Saffron i kanalen Fox-serien Firefly. Hun medvirkede desuden i Drive. Nyeste er serien Good Girls, hvor hun spiller husmoderen Beth, som i en personlig og økonomiske krise, får ændret sit liv fuldstændigt. 

## Filmografi

### Film
- 2011 - Drive
- 2016 - The Neon Demon

### Serier
- 2007 - 2015 - Mad Men